# Electric Funeral
«Electric Funeral» es una canción de la banda británica de heavy metal Black Sabbath. Es la número 5 del álbum Paranoid (1970), y a pesar de no ser lanzada como un sencillo, es uno de los temas más conocidos de la banda.

## Estructura musical y contenido
"Electric Funeral" es una de las canciones más oscuras y siniestras de la discografía de Black Sabbath, tanto por su letra como por su tonalidad, siendo considerada (por su estilo) como una de las precursoras del género doom metal . 
La instrumentación es lenta y efectiva, creando un sentimiento de pesimismo. La letra trata del mundo a punto de ser devastado por una guerra nuclear, dibujando panoramas morbosos y destructivos.  Por lo tanto, tiene un contenido bastante cercano al de "War Pigs", aunque sin embargo, parece ser más oscuro en términos de contenido.
La canción nunca fue tocada en vivo antes de 1977, después de lo cual ya no se interpretó hasta la gira de reunión en 2011.

## Versiones
La canción ha sido versionada por artistas como Pantera (álbum tributo Nativity in Black), Soulfly, Iced Earth (EP Melancholy),  Brutality (álbum When the Sky Turns Black) y Eternal (en adelante, llamado Electric Wizard) en el EP Lucifer's Children. La canción también está incluida en el "Black Sabbath Medley", del álbum Ancient Dreams Candlemass.

## Usos en los medios
En la serie animada de MTV, Beavis and Butt-Head, esta canción está referida en muchos de sus episodios.
- Datos: Q2358634